# Kiessee

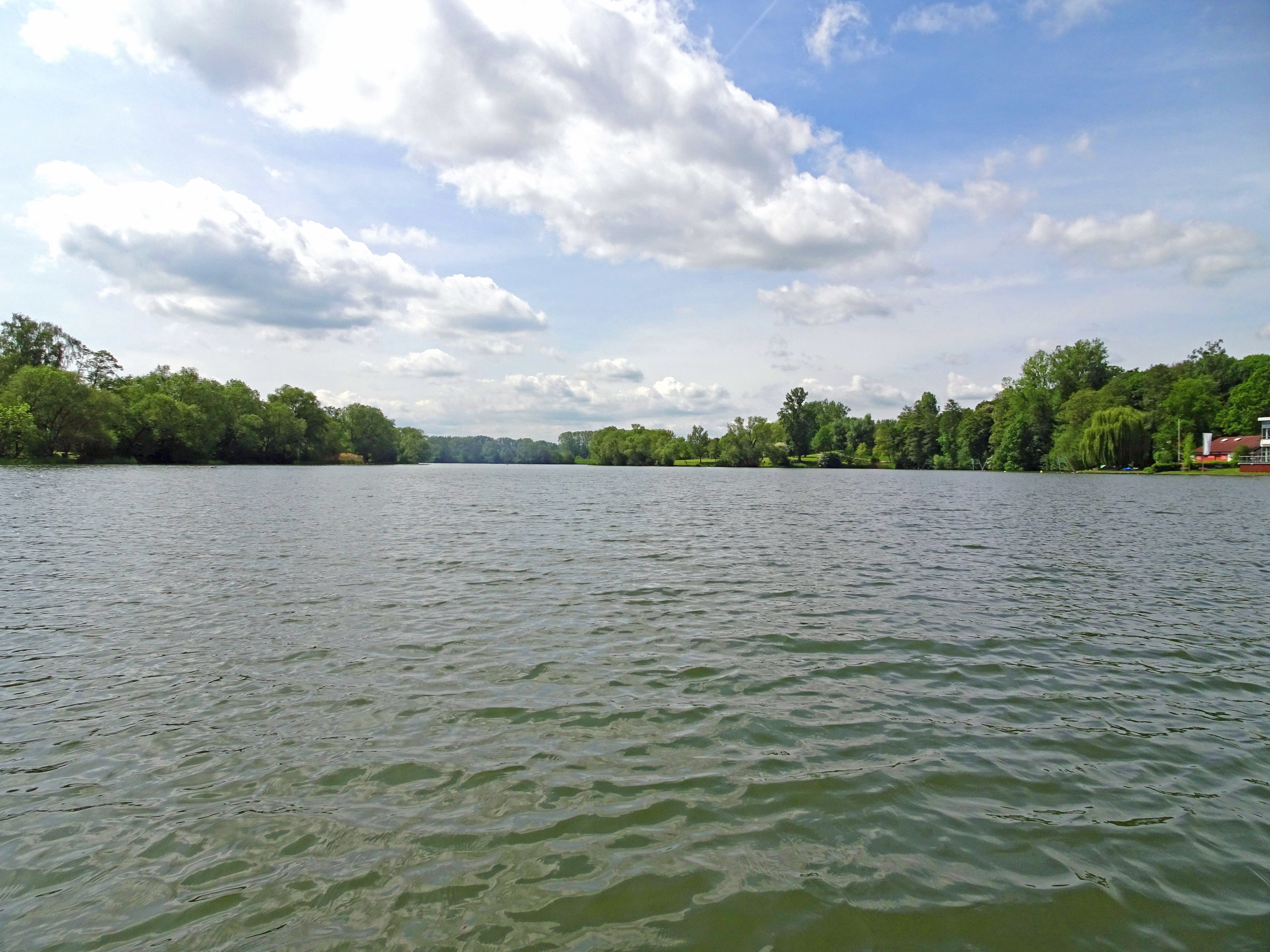
Lago Kies.

Lago Kies (en alemán: Kiessee) es un lago situado al sur de la ciudad de Gotinga y contiene una superficie de agua de 15 hectáreas. 
En el Kiessee nace el río Leine, un río al este del estado federal de Baja Sajonia. El agua del lago se dirige por medio de un canal construido en 2004 hacia el río Leine, que sirvió para evitar las inundaciones que provocaba las crecidas del Leine. 

## Galería

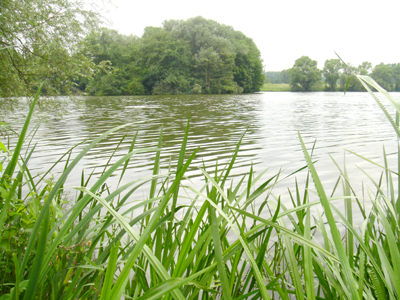
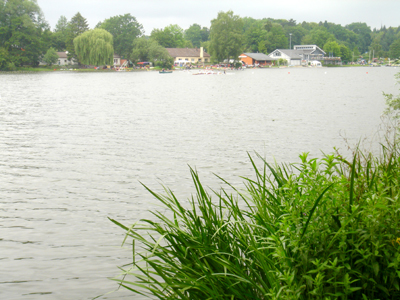
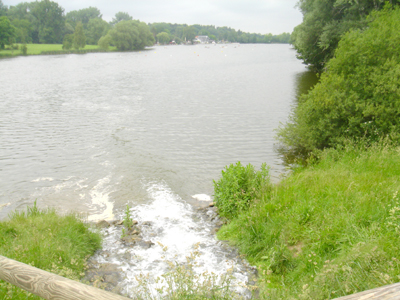
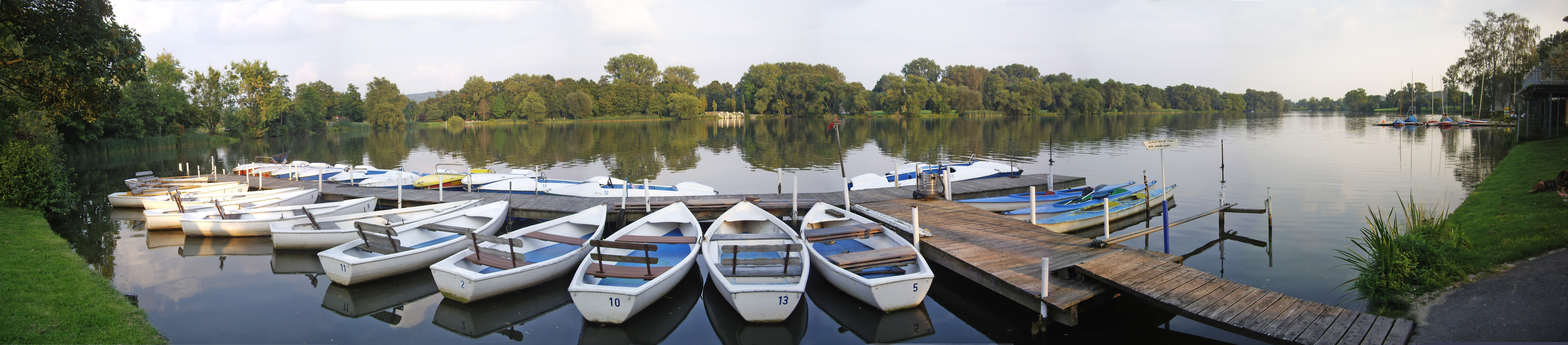
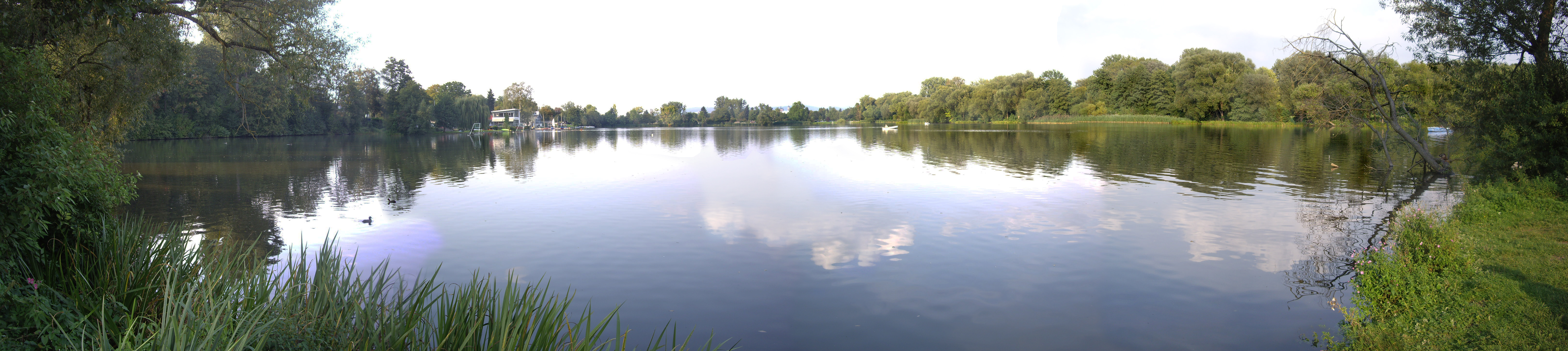
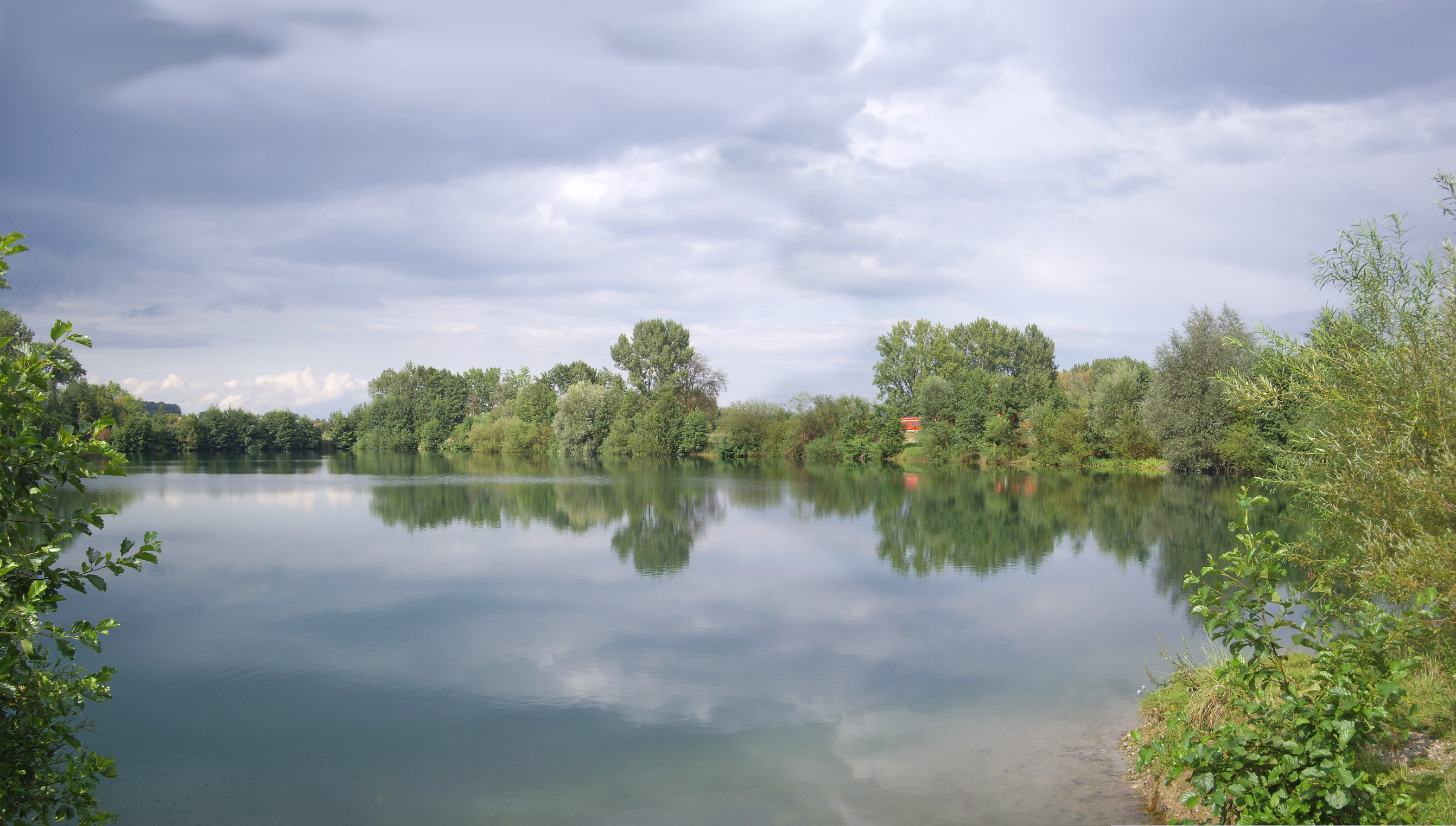
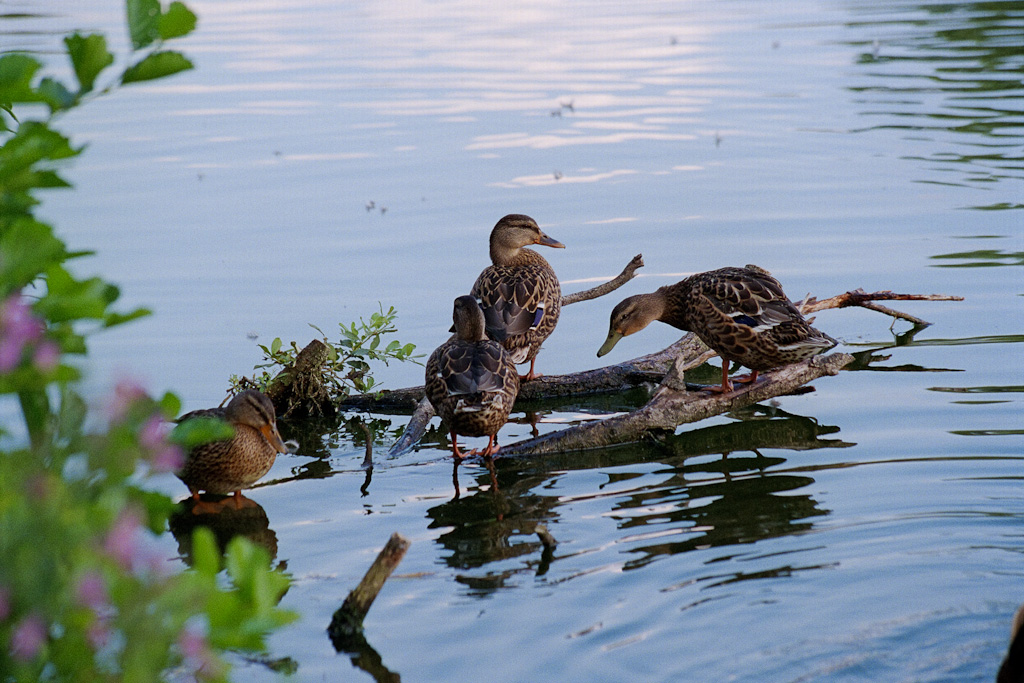